# Hans Lutz (Steinmetz)

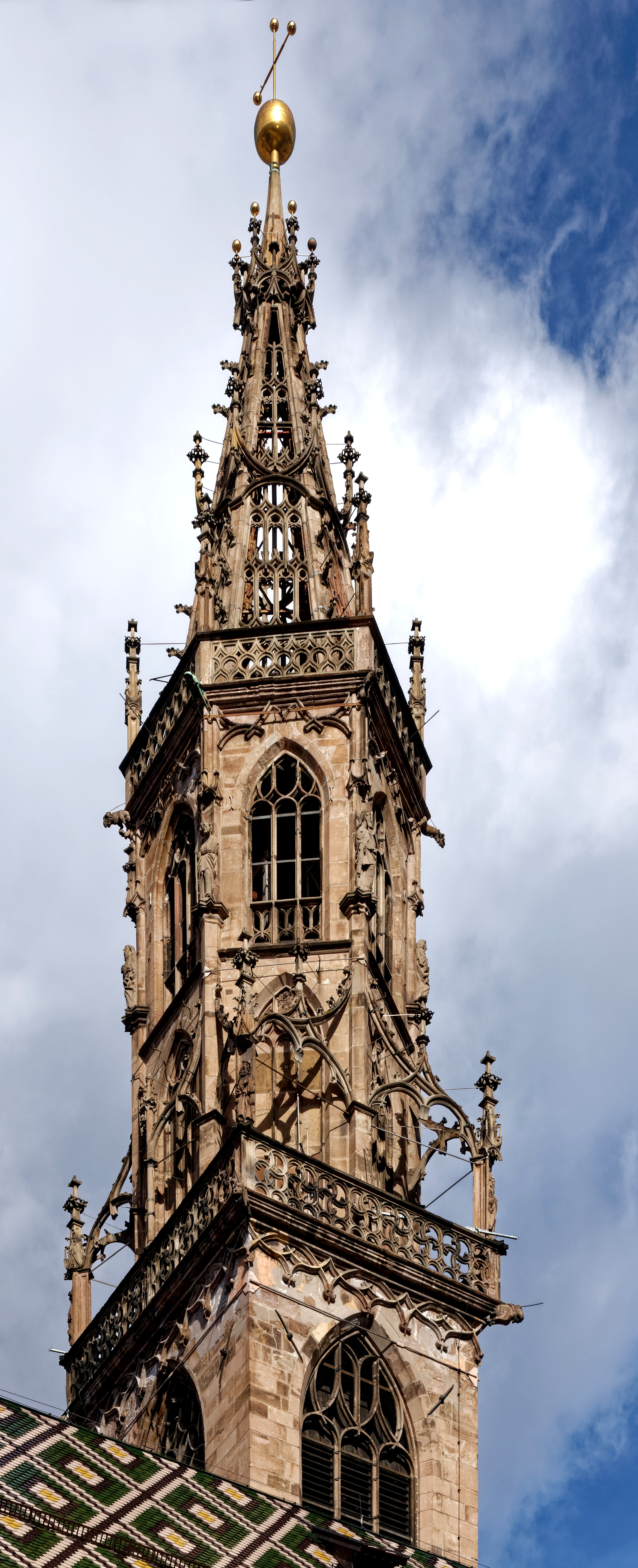
Die filigrane Turmspitze

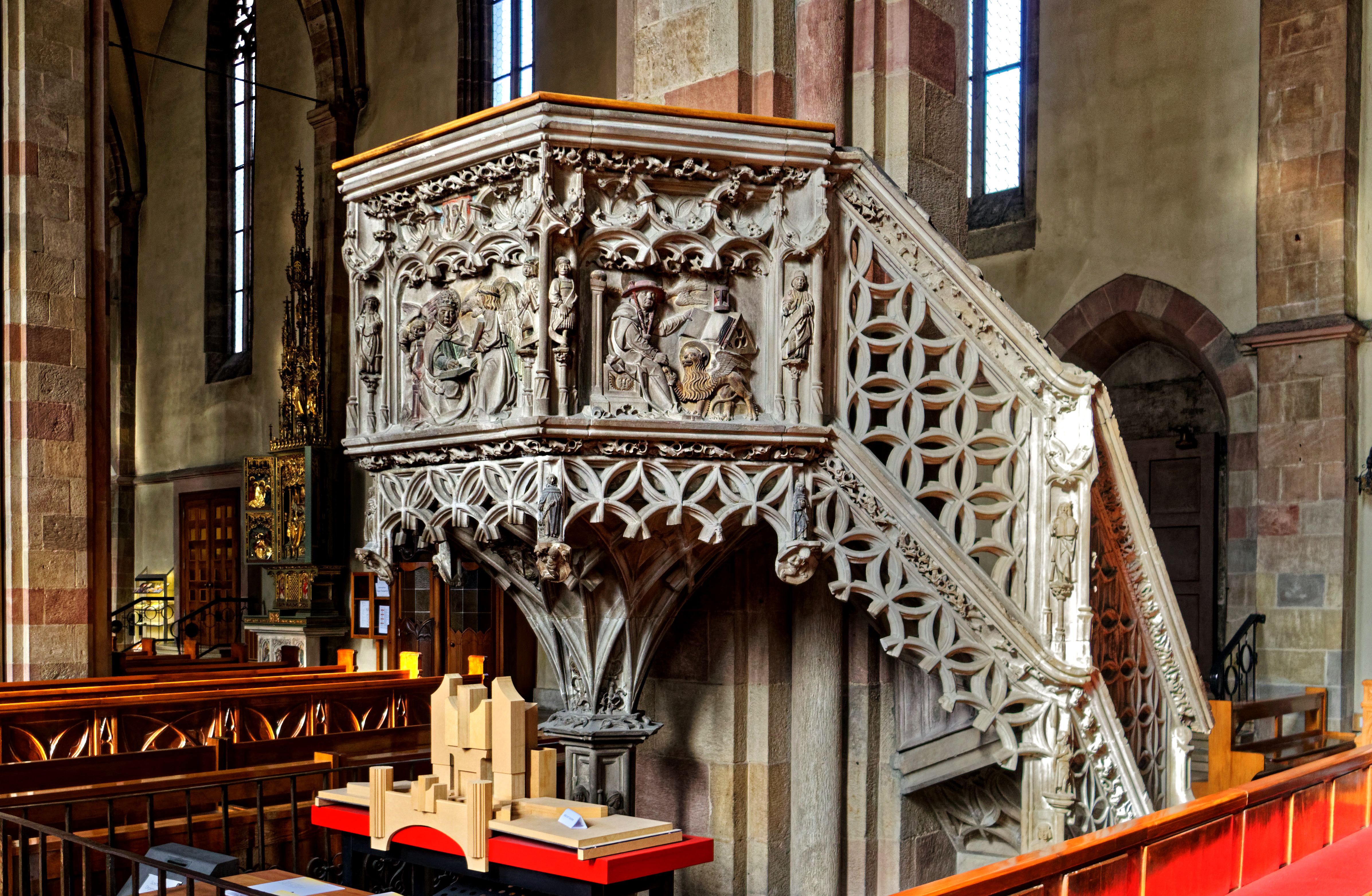
Die Kanzel aus dem Jahr 1507

Johann „Hans“ Lutz (* 1473 zu Schussenried; † nach 1525) war ein deutscher Steinmetz und Baumeister von Turm und Kanzel der Kirche Maria Himmelfahrt in Bozen.

## Leben
Er erhielt seine erste Ausbildung ohne Zweifel in dem Kloster seiner Heimat, dem reichsunmittelbaren, 1803 säkularisierten Prämonstratenserstift Schussenried und erscheint in der Öffentlichkeit zum ersten Male 1500 oder 1501 in Bozen. Hier war nämlich der auf der Nordseite zwischen Chor und Schiff stehende Turm der gotischen Pfarrkirche zu „U. L. Frau“, eines Münsters im Kleinen, kurz zuvor in Folge einer Unvorsichtigkeit des Turmwächters dermaßen ausgebrannt, dass derselbe in seinem oberen Teil ganz umgebaut werden musste. Zunächst zog man nun 1499 oder 1500 den gesuchtesten Kirchenbaumeister jener Zeit Burkhard Engelberg von Hornberg im württembergischen Schwarzwald, Baumeister bei St. Ulrich und Afra in Augsburg, welcher sich nicht lange vorher als „des Pfarrthurms zu Ulm und anderer schadhaften Gezarken großer Wiederbringer“ einen bedeutenden Namen gemacht hatte, zu Rate. Engelberg fertigte dann auch den Riss zu dem neu aufzuführenden Turm, wofür er 100 fl. und 25 fl. extra erhielt, und übertrug alsbald am 3. Februar 1501 mit Genehmigung der Kirchenverwaltung die Bauleitung einem Landsmann, dem durch ihn empfohlenen und wahrscheinlich auch von Augsburg aus mitgebrachten Meister Hansen L., Palier von Schussenried. Infolgedessen wurde der Baukontrakt mit Lutz zunächst auf 4 Jahre abgeschlossen und später wieder erneuert; am Bau arbeitete neben Lutz unter anderem auch dessen Bruder Jörg Lutz, für die Meisterschaft hatte Lutz neben dem Gesellenlohn noch 16 fl. rh. jährliche Zulage, welche ihm 1505 in Anerkennung seiner Verdienste auf jährlich 20 fl. erhöht wurden. 1508 wurde der Bau vollendet.
Als Kern wurde das Viereck des alten Turmes beibehalten, dessen Ecken mit starken, reichgestalteten, in Spitztürmchen endenden und den Abschluss anzeigenden Pfeilern versehen wurden. Über diesem Viereck ersteht ein zweites Viereck von zwei Stockwerken, wovon das untere mit blinden, das obere mit offenen durch schöne Maßwerke bekrönten Fenstern ausgestattet ist. Eine Galerie schließt und krönt diesen Teil; darüber erhebt sich ein Sechseck gleichfalls von zwei Geschossen, an denen die Flächen des unteren wieder mit Fensterblenden, die des oberen mit offenen, reich verzierten Fensterbogen versehen sind. Der Übergang vom unteren Viereck zum Sechseck wird durch Ecktürmchen vermittelt, die vom Viereck aufspringen und in üppig geschweiften Bogen zum Sechseck hinübergreifen. Das Sechseck selbst ist am oberen Ende wieder durch eine Galerie mit Eckfialen bekrönt und über dasselbe erhebt sich als Abschluss nach oben ein sechseckiger durchbrochener Helm, der durch einen Kranz von Ecktürmchen, die mit reichvergoldeten Kugeln abschließen, ebenfalls in zwei Geschosse verteilt erscheint. Die Spitze endlich schließt ein eiserner Turmknopf mit dem eisernen Kreuz von 125 Pfd. im Gewicht, deren Vergoldung 100 Dukaten erforderte. Am 16. September 1519 war laut einer in der Glockenstube angebrachten Inschrift der herrliche Turm mit seinem kunstreich durchbrochenen Steindach vollendet und steht als ein erhabenes Kunstwerk deutscher Baukunst in seiner Art beinahe einzig und nur im Turm des Wiener Stephansdomes seinesgleichen findend da.
Daneben hatte Lutz noch Zeit gefunden, gemeinsam mit seinen Gesellen in den Jahren 1513 und 1514 die prachtvolle figurenreiche Kanzel aus weißem Sandstein herzustellen, welche die aus dem Achteck gebildete Kelchform hat und an welcher die Kirchenväter und andere Heilige angebracht sind.

## Bauinschrift

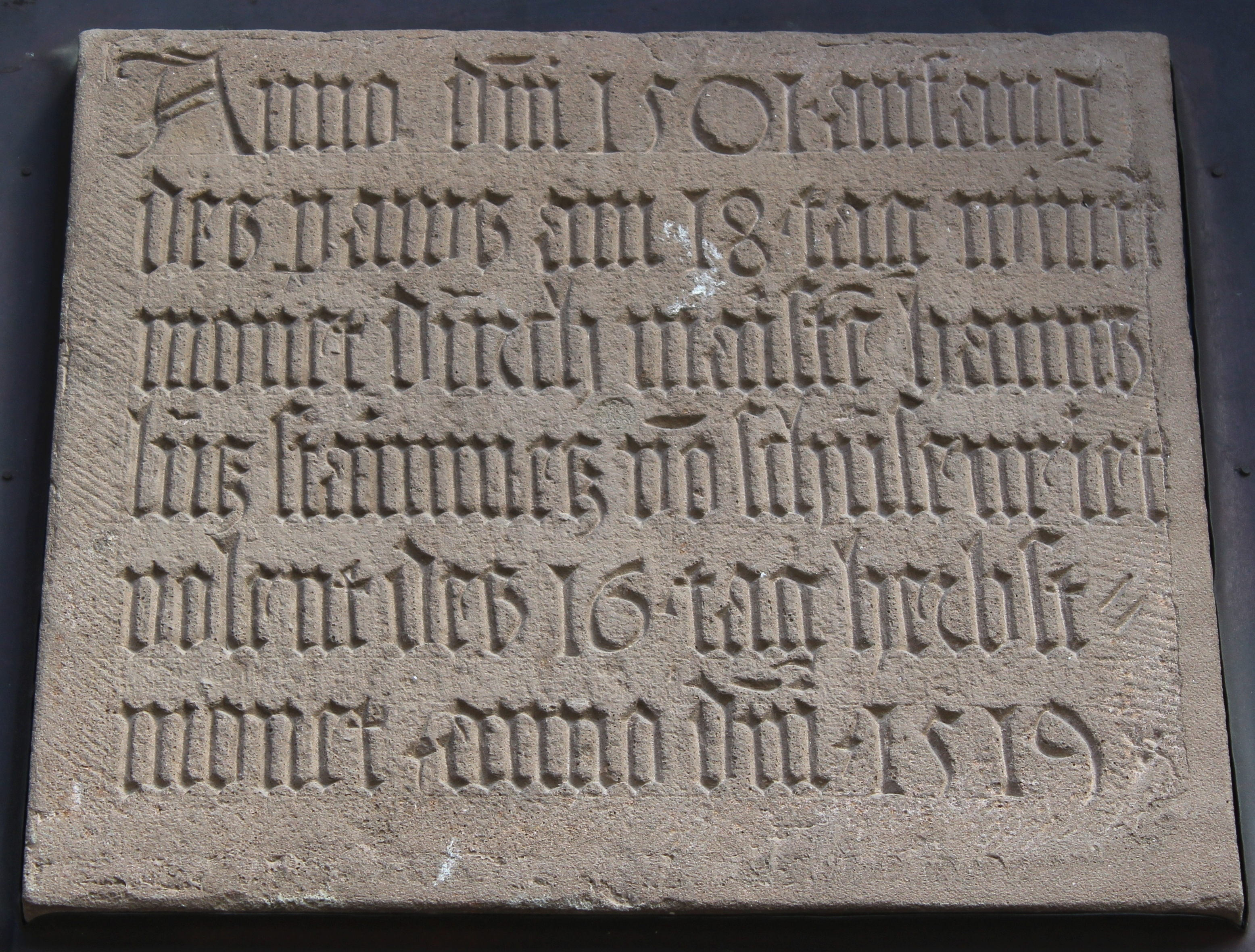
Spätgotische Bauinschrift des Turms der Kirche Maria Himmelfahrt (Bozen)

An der Südseite der Pfarrkirche ist eine exakte Kopie der aus örtlichem Sandstein gefertigten Bauinschrift des Turmaufsatzes eingelassen. Das Original befindet sich im durchbrochenen Turmhelm der Kirche. Die sechszeilige Inschrift in einer spätgotischen Minuskel lautet nach Auflösung der Kürzungen:
„Anno d[omi]ni 1501 anfang / des paws am 18 tag winte[r] / monet durch maiste[r] hanns / lutz stainmetz vo[n] schusenriet / volent des 16 tag herbst / monet anno d[omi]ni 1519“.
Übertragung in heutiges Deutsch: „Im Jahr des Herrn 1501 am 18. Tag des Wintermonats begann der Bau durch Meister Hans Lutz, Steinmetz von Schussenried, vollendet am 16. Tag des Herbstmonats im Jahr des Herrn 1519“.

## Gemälde

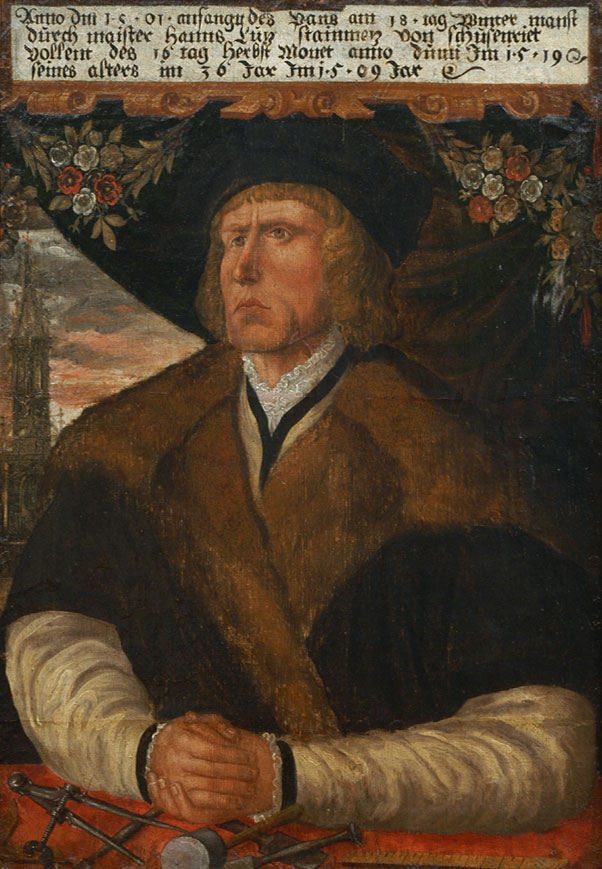
Hans Lutz mit Turm der Marienkirche (Renaissance-Porträt nach einem Porträt von 1509)

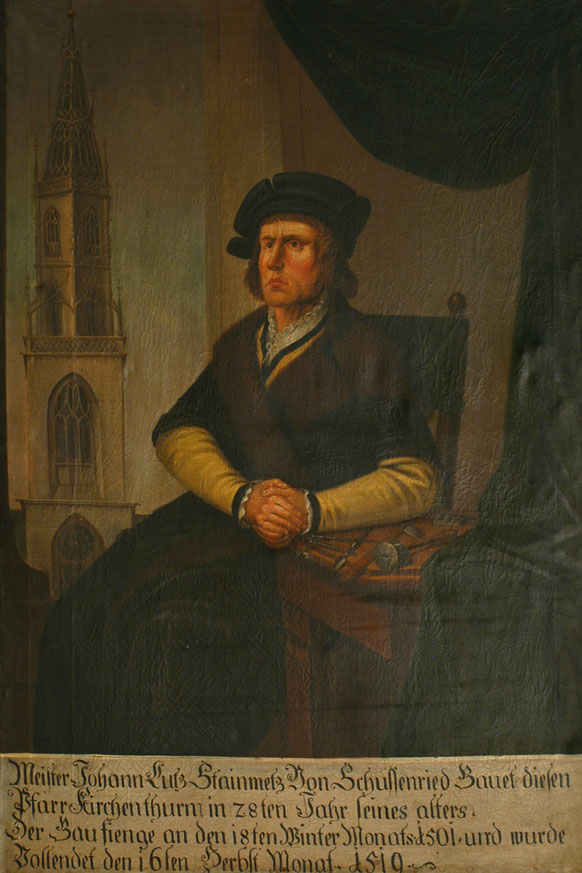
Hans Lutz mit Turm der Marienkirche (Barock-Porträt nach einem Porträt von 1509)

Ein ausdrucksstarkes Renaissance-Porträt von Sylvester Müller, das sich im Stadtmuseum Bozen befindet, würdigt Hans Lutz als Turmbaumeister, indem es die Bauinschrift des Turmaufsatzes in der Legende wiederholt. Die in einem Rollwerkrahmen des Porträts angebrachte Legende lautet:
„Anno dni 1501 anfangn des Paus [des Turms der Marienkirche in Bozen] am 18 tag Winter manst/ durch maister Hanns Lutz stainmetz von schusenriet/ vollent des 16 tag Herbst Monet anno dmni Im 1519/ seines alters im 36 Jar Im 1509 Jar“.
Ein vergleichbares Barock-Porträt ist bemerkenswert wegen der detailreichen Darstellung des Turmes. Die unten in einem weißen Textfeld angebrachte Legende des Bildes lautet:
„Meister Johann Lutz Stainmetz von Schussenried Bauet diesen / Pfarr Kirchen thurm in 28ten Jahr seines alters. / Der Bau fienge an den 18ten Winter Monats 1501 und wurde / Vollendet den 16ten Herbst Monat 1519“.
Lutz wurde in Tirol, das ihm zur zweiten Heimat wurde, dauerhaft sesshaft. Nach dem Bau des Pfarrturms verblieb er in Bozen und bekleidete hier u. a. in den Jahren 1519 und 1520 das ehrenvolle Amt eines Spitalmeisters am örtlichen Heiliggeistspital. Seine Familie scheint sich später an dem damaligen, zwischen Bozen und Brixen gelegenen Silberbergwerk Villanders bei Klausen beteiligt zu haben und wurde bald – und zwar zuerst der 1582 gestorbene Michael Lutz – in den Adelstand erhoben. Sein Todesjahr ist nicht ermittelt, ebenso wenig hat sich bis jetzt etwas Zuverlässiges über seine Bildungsentwicklung, seine weiteren Lebensschicksale und insbesondere auch über weitere Spuren seines künstlerischen Schaffens erheben lassen.

## Sagen
Lutz lebte in Sagen fort, wie solche auch sonst von alten Domen und Bauhütten überliefert sind.
Die Steinmetzen von Bozen wurmte es nicht wenig, dass der junge Schwabe Hans Lutz ihrer mit so vielem Kostenaufwand hergestellten Pfarrkirche die Krone durch den Turm aufsetzen sollte. Sie sannen auf Rache, und weil es ohnehin im Plan lag, der Kirche zwei Türme zu geben, unterfing sich der Steinmetzgeselle Wilhelm Großmund von Bozen zu behaupten, er wolle den zweiten Turm so schief bauen wie Meister Wilhelm von Innsbruck den Turm zu Pisa, wenn man denselben unter seine Hände gäbe. Zugleich versprach er den übrigen Gesellen, welche dem Lutz ebenfalls neidig waren, dass er dem Meister schon noch einen Brand schüren werde. Er hatte aber am gleichen Tag vorher am begonnenen Turm ein Gerüstbrett gelegt, dass Meister Lutz des andern Tages, sobald er nach Gewohnheit in der Früh den Bau zu besichtigen käme, unfehlbar in die Tiefe stürzen musste.
Da begab es sich aber, dass der Großmund etwas auf dem Gerüst vergaß, und er eilte mit Tagesanbruch, als noch alle schliefen, hinauf, aber in der Eile vergaß er das Fallbrett, trat unversehens darauf, stürzte herab und brach sich den Hals. Beim Erwachen freuten sich die Neider schon auf den Fall des Meisters Lutz und gingen schadenfroh zur Arbeit. Aber sie fanden den in die Grube gefallen, der sie dem andern gegraben hatte, und glaubten, der Teufel habe ihn um Mitternacht hinaufgeködert und hinabgestürzt. Keiner getraute sich mehr zum Bau des zweiten Turmes Hand anzulegen. Zum Wahrzeichen steht er noch heute ein paar Schuh über das Gesimse der Kirchenmauer aufgeführt. So war der Großmund untergegangen, Meister Lutz aber führte seinen Turm ohne weiteres Hindernis zu Ende.
Man sagt, der stolze Turm habe viel, viel Geld gekostet, und wenn die Steinmetzen und Bildhauer ihre Geduld verloren haben und nimmer arbeiten wollten, hätten die reichen Bozner Kaufleute das Geld in Scheibtruhen herbeiführen und es ihnen vorschütten lassen, worauf jene wieder ihren Meißel ansetzten.
Als nun der Turm meisterhaft und fehlerlos schlank aufwärts strebend vollendet war, fing er in der dritten Nacht nach seiner Vollendung an, sich auf eine Seite zu neigen, und ein zweites Spiel der Hölle fürchtend, in der Meinung, der Großmund könne mit des Satans Hilfe nicht bloß einen hängenden, sondern einen einstürzenden Turm daraus zuwegebringen, machte sich Meister Lutz heimlich auf und floh den unheimlichen Spuk, bevor er die ganze Baukostensumme in Empfang genommen hatte. Mit seiner Entfernung hörte das Sinken des Turmes auf.

## Belege
1. 1 2 3 4 5  Paul Beck: Lutz, Johann. In: Allgemeine Deutsche Biographie (ADB). Band 19, Duncker & Humblot, Leipzig 1884, S. 709–711.
2. ↑  Hannes Obermair: Das Bozner Stadtbuch. Handschrift 140 – das Amts- und Privilegienbuch der Stadt Bozen. Beiträge der internationalen Studientagung, Bozen, Schloss Maretsch, 16.–18. Oktober 1996. In: Bozen von den Grafen von Tirol bis zu den Habsburgern – Bolzano fra i Tirolo e gli Asburgo (= Forschungen zur Bozner Stadtgeschichte/Studi di storia cittadina). Band 1. Athesia, Bozen 1999, ISBN 88-7014-986-2, S. 399–432, hier S. 410.
3. 1 2 3 4  Johann Adolf Heyl: Volkssagen, Bräuche und Meinungen aus Tirol, Brixen 1897, S. 201 f.

| Personendaten    | Personendaten              |
| ---------------- | -------------------------- |
| NAME             | Lutz, Hans                 |
| ALTERNATIVNAMEN  | Lutz, Johann               |
| KURZBESCHREIBUNG | deutscher Steinmetzmeister |
| GEBURTSDATUM     | 1473                       |
| GEBURTSORT       | Schussenried               |
| STERBEDATUM      | nach 1525                  |